# Mateikî, Manevîci
Mateikî (în ucraineană Матейки) este un sat în comuna Krasnovolea din raionul Manevîci, regiunea Volînia, Ucraina.

## Demografie
Componența lingvistică a localității Mateikî
     Ucraineană (100%)
Conform recensământului din 2001, toată populația localității Mateikî era vorbitoare de ucraineană (100%).